# Vittorio Saraceno

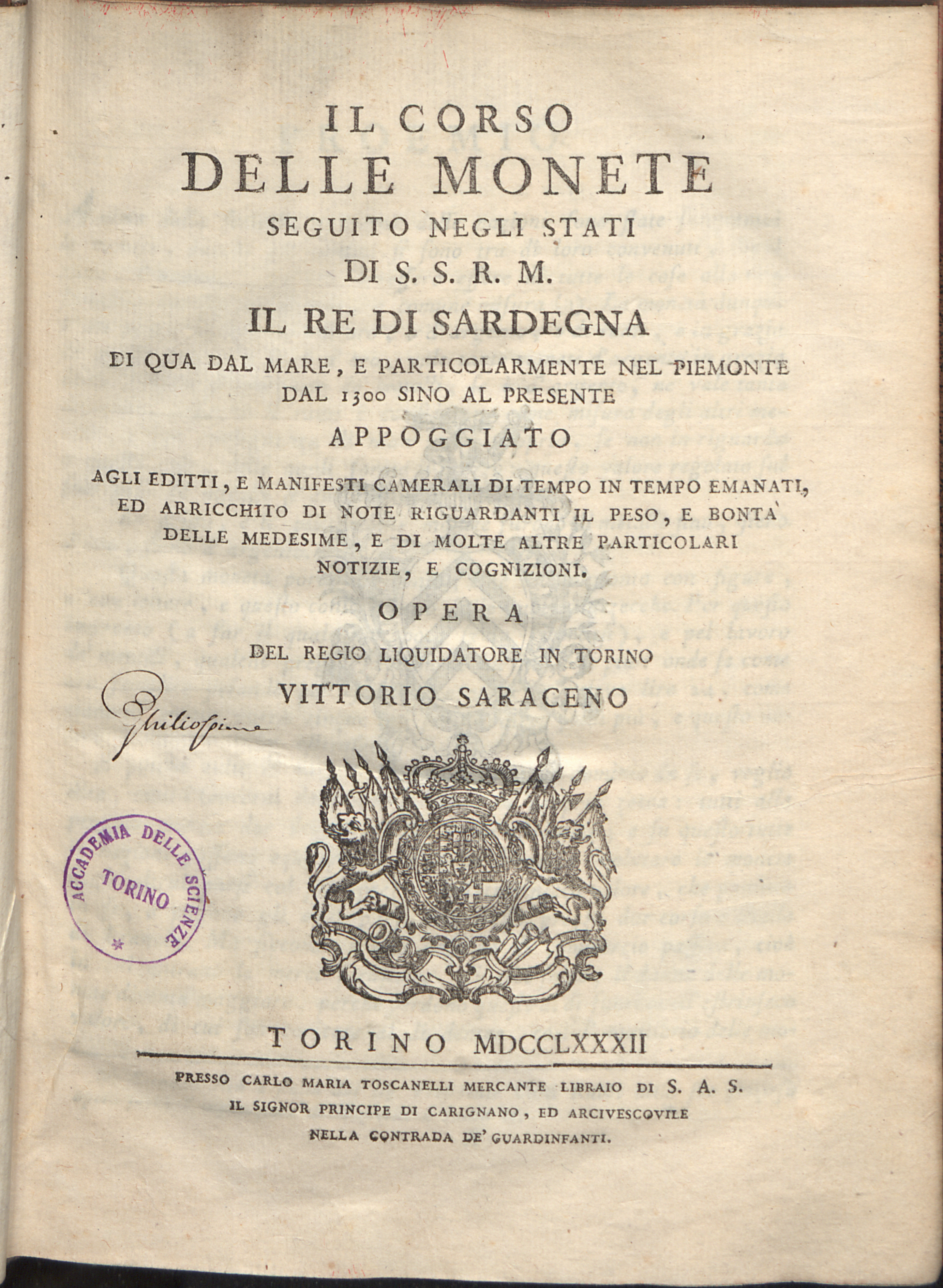
Il corso delle monete seguito negli Stati di S.S.R.M. il Re di Sardegna

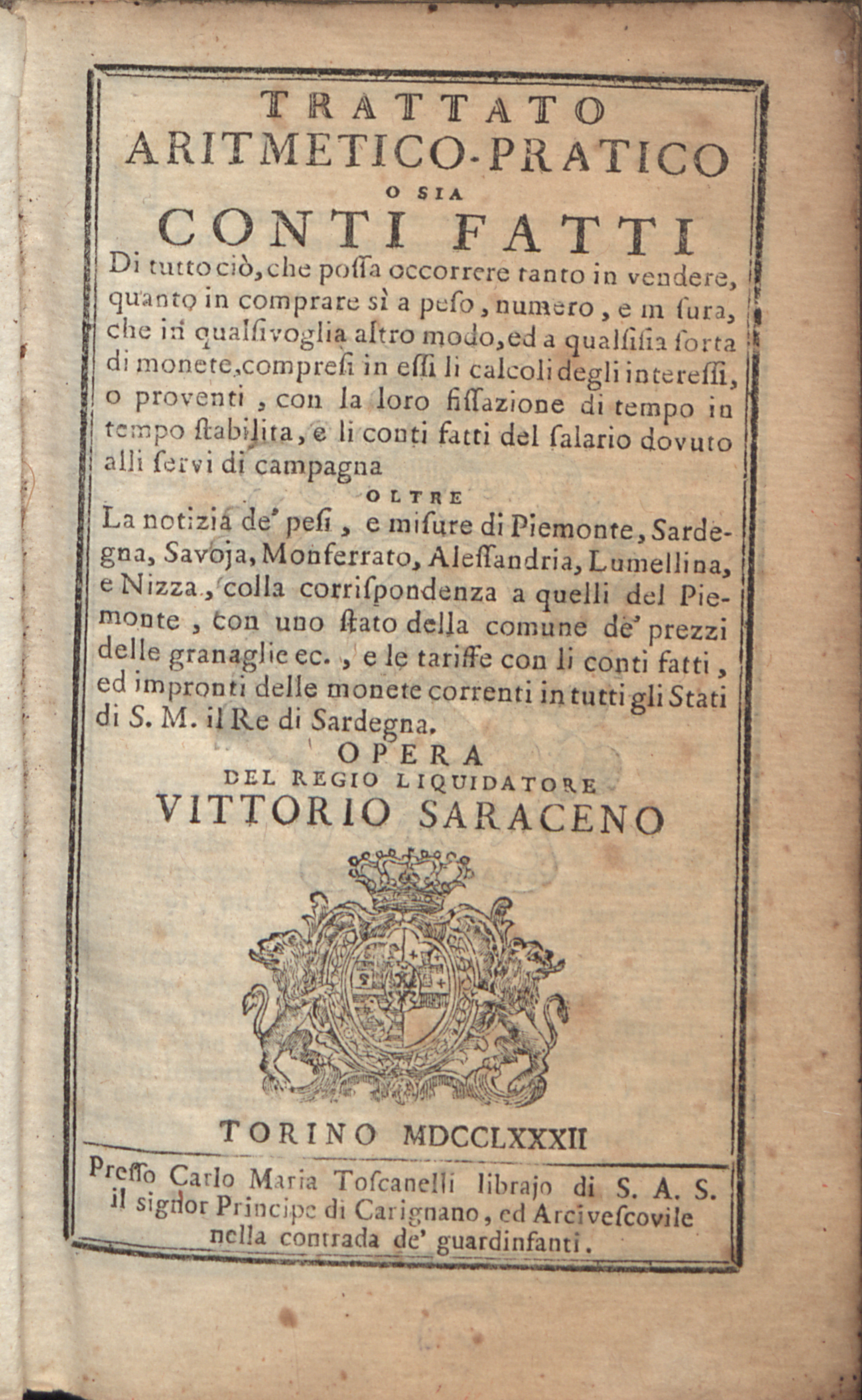
Trattato aritmetico-pratico o sia conti fatti

Vittorio Saraceno (XVIII secolo) è stato un economista e numismatico italiano.

## Biografia
Fu regio liquidatore della città di Torino.
Nel 1776 pubblicò il Trattato o sia tariffa di tutte le monete d'oro, e d'argento, secondo il loro valore comunemente corso dalli 15 maggio 1658 sino al presente, mentre sei anno dopo, riprendendo il lavoro pubblicato nel 1723 dal liquidatore Francesco Defacis (Liquidario di Francesco Defacis) e utilizzando le aggiunte inedite del liquidatore Angiolo Deferrari, Saraceno diede alla luce Il corso delle monete seguito negli Stati di S.S.R.M. il Re di Sardegna. L'opera di Defacis, che riprendendo lavori precedenti aveva aggiornato le tabelle al 1688, fu aggiornata da Saraceno di 92 anni, fino al 1780, mentre Deferrari si era fermato al 1754.
Il Corso delle monete, come il precedente Trattato o sia tariffa, presenta anche interesse numismatico. Nello stesso anno del Corso delle monete, il 1782, Saraceno pubblicò il Trattato aritmetico-pratico o sia conti fatti, opera di computistica e ragioneria in merito alle compravendite.

## Opere
- Trattato o sia tariffa di tutte le monete d'oro, e d'argento, secondo il loro valore comunemente corso dalli 15 maggio 1658 sino al presente, Torino, Giovanni Antonio Masserano, 1776.
- Il corso delle monete seguito negli Stati di S.S.R.M. il Re di Sardegna, Torino, Carlo Maria Toscanelli, 1782.
- Trattato aritmetico-pratico o sia conti fatti, Torino, Carlo Maria Toscanelli, 1782.